# Joan Vilà i Moncau
Joan Vilà i Moncau (Vic, Osona 1924) is een Catalaans schilder. Zijn stijl wordt gekenmerkt door een modern realisme, soms met surrealistische trekjes in een stedelijke omgeving. Werk van hem is te vinden in Vic, Olot, La Seu d'Urgell, Ripoll en in de Sinte-Eulaliakapel in Cardona.
Joan Vilà studeerde aan de kunstschool van Vic, aan de Escola de Llotja in Barcelona en ten slotte aan de École du Louvre in Parijs. Hij specialiseerde zich in muurschilderingen.  In 1970 werd hij directeur van de Escola d'Art d'Olot. 
In 1991 kreeg hij het Creu de Sant Jordi, een van de hoogste Catalaanse onderscheidingen. In 2009 kreeg hij in het Museu Comarcal de la Garrotxa een overzichtstentoonstelling.
- Biblioteca Nacional de España: XX954614
- Catàleg d'autoritats de noms i títols de Catalunya: 981058527513806706
- International Standard Name Identifier: 0000 0004 1028 0827
- Virtual International Authority File: 304760644
- WorldCat: E39PBJkD4td7Q3Vfmx7VwqChHC